# Driving Dead Girl
Driving Dead Girl est un groupe belge de rock

## Historique
Originaires de Bruxelles, Dimitri Rondeau et Ronald Dondez s’unissent pour fonder Driving Dead Girl courant 2003. 
Le groupe se voit contraint de changer plusieurs fois de line up au cours de ces dernières années.
En 2004, le groupe est sélectionné pour participer au Festival de Dour, première étape importante de la vie du groupe. Suivront alors plusieurs premières parties intéressantes, (The Rakes, Queen Adreena, Radio4, Tokyo Sex Destruction, Black Angels, Black Rebel Motorcycle Club, The Lords of Altamont, Thee oh Sees,...). 
Après quelques démos, le groupe décide d’enregistrer un album. Une sélection de 7 titres est enregistrée dans les conditions du live, et mixée en deux mois. De là naît “50.000 Dead girls can’t be wrong” distribué par BANG !
2010 Voit l'arrivée du deuxième album "Don't give a damn about bad reputation", distribué par PIAS benelux, et de concerts pour le moins importants : les Nuits Botaniques avec Black Rebel Motorcycle Club, Dour festival, Fêtes de Wallonie à Namur, Ward'in rock festival, Verdur Rock festival, première partie à l'Ancienne Belgique pour Therapy?, et le lendemain à l'Atelier (lux) pour The Black Keys. Sera suivi d'une tournée en France durant novembre avec entre autres Bob Log III et le Clan Edison...
2013. Changement de cap et de direction. Rock’n’roll branleur. Jim Diamond (White Stripes, Dirtbombs,…) aux commandes de la dernière incantation. Organique et Fuzz. L’urgence fait place au déluge. Une dynamique garage bien huilée sur une nouvelle plaque à paraître sous le label At(H)ome. 
2021. Maintenant sombre. Nouveau line-up mais toujours aussi nerveux. Basse Cold wave. Chant Grave. Guitares New-wave et Synthétiseur analogique. L’album « Rupture » autoproduit a été enregistré au studio Dada à Bruxelles par Guy Tournay. L’album est sorti sur les plateformes de streaming via le label du groupe Dead Girl Records et en vinyles sur le label Meuse Music Records

## Discographie
- 2004 1st Démo – Elvis is Dead
- 2005 2nd Démo – Lovely Death
- 2006 1st Album – 50.000 Dead Girls Can’t Be Wrong
- 2007 Single – No Home
- 2009 Single – The girl from the room 16
- 2010 2nd album (PIAS) - Don't give a damn about bad reputation !
- 2011 Label "Bad Reputation" (Paris) - 2nd Album + bonus tracks 1st Album (Out April 1st)
- 2013 I Think The Drums Are Good
- 2021 Rupture

## Membres actuels
- Dimitri Rondeau (Chant)
- Ronald Dondez (Guitare)
- François Félix (Basse)
- Vincenzo Capizzi (Batterie)
- Samuel Vlodaver (Clavier)

## Anciens membres
- Max Giordano (Guitare)
- André Diaz (Basse)
- Dan Diaz (Basse)
- Ruggero Catania (Basse)
- Bartolomeo La Punzina (Basse)
- Jean-François Hermand (Batterie)